# Cape Eglinton
Cape Eglinton är en udde i Kanada.   Den ligger i territoriet Nunavut, i den nordöstra delen av landet, 2 800 km norr om huvudstaden Ottawa.
Terrängen inåt land är platt åt sydost, men åt sydväst är den kuperad. Havet är nära Cape Eglinton norrut. Trakten runt Cape Eglinton är nära nog obefolkad, med mindre än två invånare per kvadratkilometer.. Det finns inga samhällen i närheten.
Trakten runt Cape Eglinton består i huvudsak av gräsmarker.